# Paul Bartcky
Heinrich Urban Paul Bartcky (* 9. Oktober 1852 in Dresden; † 21. Oktober 1926 ebenda) war ein sächsischer Generalleutnant.

## Leben
Bartcky war ein Sohn des sächsischen Generalleutnants Oskar Bartcky und dessen Ehefrau Katharina Franziska von Gordon (* 1829), welche einem alten schottischen Adelsgeschlecht entstammte. Er hatte noch einen Bruder.
Paul Bartcky trat 1866 in das Kadettenkorps der sächsischen Armee ein und wurde nach langjähriger Erziehung im Jahr 1870 als Portepeefähnrich dem Infanterie-Regiment „Kronprinz“ (5. Königlich Sächsisches) Nr. 104 übergeben, wonach er sich mit diesem Verband am Krieg gegen Frankreich beteiligte, u. a. als Adjutant. Für seine Verdienste während den Kampfhandlungen wurde er mit dem Eisernen Kreuz II. Klasse ausgezeichnet und durchlief in den folgenden Jahren zunächst eine gewöhnliche militärische Laufbahn, wobei er am 31. Mai 1876 zum Oberleutnant und Adjutant im Regiment avancierte und am 26. Juli 1883 zum Hauptmann aufstieg. Bis dahin wurde er á la suite seines Regiments gestellt und als Intendantur-Assessor beim sächsischen Kriegsministerium verwendet. 1885 wurde er so zum Intendantur-Rat ernannt und die weiteren Jahre über mit dem Roten Adlerorden IV. Klasse ausgezeichnet. Nach zahlreichen Jahren Verwendung im Kriegsministerium kehrte er 1892 in den Truppendienst, nämlich als Kompaniechef in das 8. Infanterie-Regiment „Prinz Johann Georg“ Nr. 107 zurück und wurde mit dem Ritterkreuz I. Klasse des Albrechtsordens ausgezeichnet. Unter Beförderung zum Major am 24. März 1893 kehrte er als Referent der Militär-Ökonomie-Abteilung in das Kriegsministerium zurück und wurde dort die nächsten vier Jahre verwendet, bis er 1897 in das 8. Infanterie-Regiment Nr. 107 zurückversetzt wurde. Nach weiterer Beförderung zum Oberstleutnant am 17. April 1898 wurde er etatsmäßiger Stabsoffizier beim 11. Königlich Sächsischen Infanterie-Regiment Nr. 139 und schon einige Monate später, am 13. September 1899, zum Oberst befördert, á la suite des Regiments gestellt und zum Militärintendanten des neuformierten XIX. (II. Königlich Sächsisches) Armee-Korps berufen. Ein Jahr später schon wurde er zum Abteilungschef der Armee-Verwaltungs-Abteilung im Kriegsministerium ernannt. In dieser Eigenschaft erfolgte am 18. April 1903 die Beförderung zum Generalmajor. Er stieg noch zum Generalleutnant auf und wurde unter Genehmigung seines Abschiedsgesuches am 22. September 1906 zur Disposition gestellt. Im Ersten Weltkrieg war er beim Roten Kreuz tätig.
Bartcky verstarb im Oktober 1926 und wurde unter großer Anteilnahme begraben. Zahlreiche ehemalige sächsische Offiziere nahmen teil, darunter die Generäle Horst Edler von der Planitz, Gotthold Vitzthum von Eckstädt, Felix Barth, Richard Kaden, August von Schmieden, Oskar Rohde, Schmidt, Hans von Eulitz und Georg O’Byrn. In Vertretung der Reichswehr erschienen der Dresdner Stadtkommandant Oberstleutnant Merz, Major Richard Ehrig für das Infanterie-Regiment 10, Oberst Rudolf Krantz für das Infanterie-Regiment 11 und viele andere Offiziere.
Bartcky war seit dem 17. Juni 1890 mit Martha von dem Bussche-Haddenhausen verheiratet. Bartckys Sohn, Victor Bartcky, wurde Generalmajor der Wehrmacht.